# Uròbor

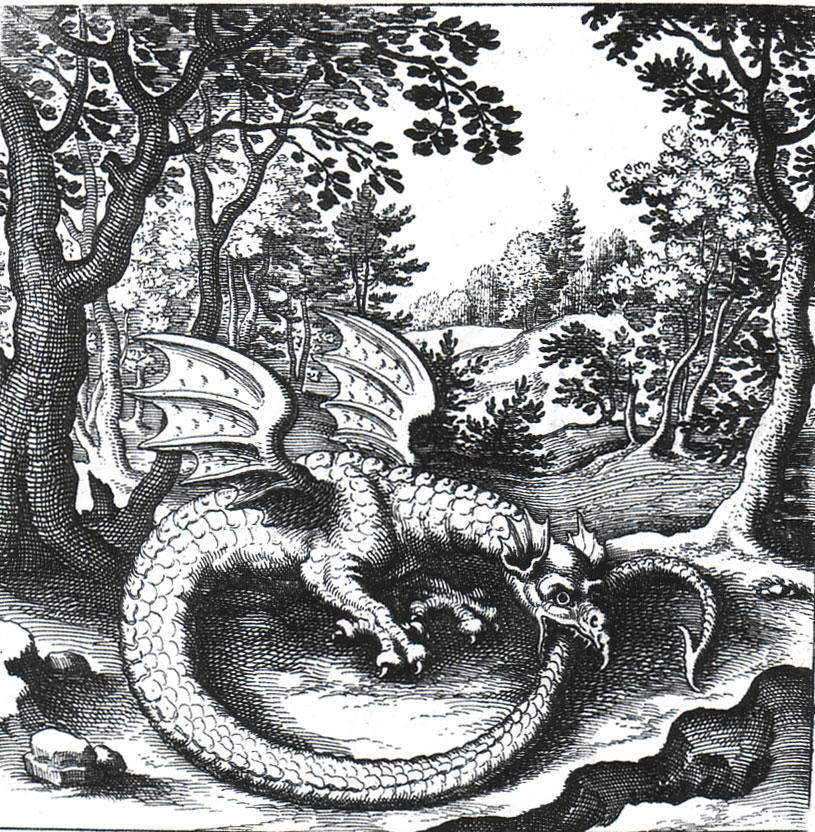
L'uròbor en un gravat de Lucas Jennis al tractat d'alquímia De Lapide Philosophico

L'uròbor (grec antic: οὐροβόρος ourobóros; llatí urobŏrus) és un símbol que representa una serp que es menja la cua i forma un cercle. El sentit més comú que se li dona és el de ciclicitat, etern retorn o reencarnació. Com a tal apareix al costat dels morts a la cultura de Hongshan, a l'Antic Egipte i com a símbol del déu Janus (posteriorment se'l representà amb dues cares).
Pot significar també les dues dimensions del món (representades per l'interior i l'exterior del cercle): l'interior és el material i sense sentit (autodevorar-se), al costat de l'infinit exterior. Aquesta interpretació va ser creada pel cristianisme, segons el qual la serp com a imatge de temptació s'esqueia a més amb els límits del món (fora de la serp, al cel, no hi ha pecat, però tot el que hi ha a dins pertany al seu regne).
Aquesta dualitat va ser heretada per l'alquímia, que va recollir el sentit positiu del gnosticisme i assimilava l'uròbor a l'home, que s'ha de treballar (assimilar) a ell mateix com a màxima fita d'infinitud. Simbolitza també la unitat dels contraris i de tot el cosmos, i com a tal va ser adoptat pels maçons.
És Jormungand a la mitologia nòrdica, Shesha als relats hindús i un dels segells de Quetzalcóatl.